# Nikola Tesla
Za druge pomene glej Tesla (razločitev) in Nikola Tesla (razločitev).
Nikola Tesla [níkola tésla] (srbsko Никола Тесла), srbsko-ameriški elektroinženir, izumitelj, fizik, strojnik, kemik in matematik, * 10. julij 1856, Smiljan pri Gospiću, Lika, Avstrijsko cesarstvo (današnja Hrvaška), † 7. januar 1943, New York, New York, ZDA.
Rojen in vzgojen v avstrijskem cesarstvu, je v sedemdesetih letih 19. stoletja pridobil višjo izobrazbo na področju inženirstva in fizike ter v osemdesetih letih 19. stoletja pridobil praktične izkušnje v telefoniji in pri Continental Edison v novi elektroenergetiki. Odselil se je v ZDA leta 1884, kjer je postal ameriški državljan. Kratek čas je delal pri podjetju Edison Machine Works v New Yorku, nato pa odšel na svoje. S pomočjo staršev, ki sta financirala njegove ideje, je Tesla po New Yorku postavil laboratorije in podjetja, da bi razvijal električne in mehanske izdelke. Njegov indukcijski motor z izmeničnim tokom (AC) in pripadajoči večfazni AC patenti, ki jih je leta 1888 licenciral Westinghouse Electric, mu je prinesel veliko denarja in postal temelj večfaznega sistema, ki bi ga podjetje na koncu tržilo.
Ko je skušal razviti izume, ki bi jih lahko patentiral in tržil, je Tesla izvedel vrsto poskusov z mehanskimi oscilatorji/generatorji, električnimi razelektrilnimi cevmi in zgodnjim slikanjem z rentgenskimi žarki. Zgradil je tudi brezžično upravljano plovilo, eno izmed prvih, ki je bilo kdaj razstavljeno. Tesla je postal znan kot izumitelj, ki je svoje dosežke pokazal slavnim osebam in bogatim pokroviteljem svojega laboratorija. Bil je znan po predstavitvah na javnih predavanjih. V devetdesetih letih 19. stoletja je Tesla s svojimi visokonapetostnimi in visokofrekvenčnimi eksperimenti v New Yorku in Colorado Springsu sledil svojim idejam za brezžično razsvetljavo in svetovno brezžično distribucijo električne energije. Leta 1893 je podal izjave o možnosti brezžične komunikacije s svojimi napravami. Tesla je poskušal te zamisli uporabiti v svoji nedokončanem projektu Wardenclyffe Tower, interkontinentalni brezžični komunikaciji in oddajniku moči, vendar mu je zmanjkalo sredstev, preden ga je lahko dokončal.
V svojem življenju je Tesla patentiral več kot 700 izumov. Mnogi njegovi izumi tvorijo osnovo sodobne uporabe električne energije. Najznamenitejši je večfazni indukcijski elektromotor, ki ga je izumil leta 1882 in kasneje izdelal. Teslov elektromotor deluje na njegovem načelu izmeničnega električnega toka. Čeprav večina njegovih patentov pokriva področje elektrike in magnetizma, pa je deloval tudi na mnogih drugih. Teslova znamenita izuma sta tudi Teslovo navitje (Teslov transformator) in turbina brez lopatic. Njegov sistem izmeničnega toka je omogočil lažji in učinkovitejši prenos električne energije na daljavo. Po njegovih načrtih so izdelali prvo hidroelektrarno na Niagarskih slapovih.

## Življenje

### Mladost in družina
O življenju Nikole Tesle se izve največ iz njegovega avtobiografskega dela Moji izumi.
Nikola je bil sin Ličana Milutina Tesle in Georgine-Đuke Mandić iz znane liške družine v nekdanji Vojni krajini. Menda se je rodil točno opolnoči med nevihto z bliski. Njegov krstni list navaja, da se je rodil po starem koledarju 28. junija in ga je v cerkvi svetega Petra in Pavla krstil pravoslavni duhovnik Toma Oklobdžija. Ime Nikola je dobil po obeh starih očetih. Njegov oče je bil srbski pravoslavni duhovnik metropolije v Sremskih Karlovcih, izobraženec, mislec in tudi pisatelj ter pesnik, ki je imel bogato knjižnico. Mati Đuka, tudi sama hči pravoslavnega duhovnika, ni obiskovala nobene šole in je namesto obolele in oslepele matere od mladosti vodila vse gospodinjstvo. Tako ni znala ne brati ne pisati, imela pa je izreden spomin. Pokazala je tudi izumiteljski dar pri izdelavi priročnih priprav v gospodinjstvu in na polju. Nikolov boter, Jovan Drenovac, je bil stotnik v zaščitniški enoti Vojne krajine. Nikola je bil drugi sin od petih otrok: starejšega brata Daneta in treh sester - starejše Angeline in Milke ter mlajše Marice. Dane je umrl pri padcu s konja, ko je bilo Nikoli 5 let. Po navedbah Jovana Dučića je družina Tesla izhajala iz Stare Hercegovine, iz rodu Pilatovcev v današnji nikšićki občini.

#### Šolanje
Tesla je že zelo mlad pokazal hitro dojemanje zunanjih vtisov in pojavov in tudi notranje poustvarjanje novih izoblikovanih pojavov. Včasih so bile te predstave tako močne, da so ga celo že motile in si je prizadeval, da se jih znebi. Verjetno so bile tudi v zvezi z njegovim vizionarskih duhom, s katerim je velikokrat presenetil svet okoli sebe. Imel je fotografski spomin. Svoje izume in iznajdbe je v sebi izdelal do konca in do zadnjih podrobnosti, večinoma brez tehniških risb. Risbe je uporabljal le v izjemnih primerih. Tudi pri opisovanju svojih izumov se je bolj opiral na besede in primerjave z drugimi stvarmi, kot na teorijo in matematične enačbe.  V Smiljanu je obiskoval štiriletno osnovno šolo in v Gospiću triletno nižjo realko. Družina se je leta 1862 preselila v Gospić. Na koncu tretjega razreda nižje realke leta 1870 je težko zbolel. Jeseni je odšel v Rakovac pri Karlovcu kjer je obiskoval triletno višjo realko. Maturiral je 24. julija 1873 v skupini samo sedmih dijakov. Naslednje leto je njegov rojstni kraj zajela kolera in napadla tudi njega. Skoraj tri četrtine leta je nihal med življenjem in smrtjo. Eden od razlogov za premostitev bolezenskih težav je bila očetova obljuba (po tragični smrti njegovega starejšega brata pri jahanju leta 1861), da bo lahko namesto bogoslužja nadaljeval študij tehnike.

#### Študij na graški Politehniki
Ko je ozdravel, ga je oče poslal k sorodniku Tomi Mandiću v Tomingaj pri Gračacu, da si je na deželi in v hribih opomogel. Jeseni 1875 se je vpisal na Avstrijsko tehniško visoko šolo v Gradcu in začel študirati elektrotehniko s tako vnemo, da so iz šole kontaktirali očeta in ga posvarili, naj bo fant bolj prizanesljiv do sebe.
V tem času je šola iz Pariza prejela leta 1871 izumljeni enosmerni Grammejev dinamoelektrični stroj, ki je, delujoč kot elektromotor, zaradi iskrenja ščetk neredno deloval. Tesla je pripomnil, da bi bilo moč zgraditi motor brez ščetk, ki so bile izvor toliko motnjam. Profesor Pöschl, predstojnik oddelka za teoretično in eksperimentalno fiziko, je Teslovo zamisel odločno zavrnil in poudarjal spreminjajočo smer toka v kotvi, ki onemogoča takšno ureditev in rešitev. Ob tem je dejal: »Gospod Tesla lahko doseže velike stvari, vendar jih gotovo nikoli ne bo. To bi bilo enako pretvorbi mirujoče potisne sile, kot je težnost, v nekaj vrtečega.« Tesla se je trenutno strinjal s profesorjem, vendar se mu je sčasoma utrdila misel, da je treba izumiti motor, kjer bi izmenični električni tokovi, brez predhodne preusmeritve preko ščetk, naravnost gnali motor. Končno se je njegova zamisel uresničila leta 1882 z izumom večfaznega motorja, ki je zavladal svetu. S podporo od doma in s štipendijo Carsko-kraljevske general-komande, s katero so pomagali siromašnim, je lahko študiral v tujini. Dvakrat je zaprosil za štipendijo Matico srpsko v Novem Sadu; prvič 14. oktobra 1876 in drugič 1. novembra 1878. Obakrat so ga zavrnili. 
Ko je štipendija pošla, je decembra 1878 prekinil študij in se ni javljal družini. Prijatelji so mislili, da se je utopil v Muri. Odšel je v Maribor, kjer je delal kot tehnični risar v pisarni nekega inženirja za 60 guldnov na mesec. Tu je životaril in se predajal kartanju s pouličnjaki. Marca 1879 je v Maribor prišel njegov oče Milutin, da bi ga prepričal k vrnitvi domov, a ga je Nikola zavrnil. Približno takrat je doživel tudi živčni zlom. 24. marca 1879 se je Tesla vrnil v Gospić pod spremstvom policije, saj ni imel dovoljenja za bivanje. 17. aprila mu je umrl oče, star 60 let, ker je zbolel za neznano boleznijo (čeprav nekateri viri trdijo, da ga je zadela možganska kap). Nekaj časa je to leto delal kot profesor na gospiški realni gimnaziji. Tako je lahko v začetku naslednjega leta še na očetovo pobudo in željo nadaljeval študij v Pragi. Ni se mogel vpisati, ker v srednji šoli ni poslušal predavanj iz grščine. Po vsej verjetnosti je poslušal predavanja iz fizike in elektrotehnike. Po očetovi smrti je zapustil univerzo; končal je le en semester.

#### Življenje v Budimpešti in Parizu
V letu 1881 je odšel v Budimpešto in se zaposlil pri Tivadarju Puskásu v telegrafskem podjetju Nacionalno telefonsko podjetje (do leta 1882). Tu je srečal Nebojšo Petrovića, mladega izumitelja, ki je živel v Avstriji. Pri odprtju telefonske centrale leta 1881 je Tesla postal glavni telefonski tehnik podjetja, kasneje pa je bil inženir za prvi madžarski telefonski sistem. Tu je po nekaterih virih izumil  telefonski ojačevalec (angleško repeater), po drugih virih pa prvi zvočnik.
V Budimpešti je Tesla tudi nenadoma zaznal izredno povečanje občutljivosti njegovih čutil, predvsem sluha. To je bilo obdobje izjemne živčne napetosti, ko je bil takorekoč gluh. Takrat je slišal tiktakanje ure 3 sobe proč od svoje hotelske sobe, pristanek muhe na mizi je v njegovem ušesu odmeval kot pristajanje sodobnega lovca na letalonosilki, v mraku je kot slepa miš s posebnim čutilom na čelu zmogel odkriti predmete na oddaljenosti štirih metrov, pulz se mu je spreminjal tudi do 260 udarcev na minuto, mišice so se zvijale in drhtele, kar je tudi zelo težko prenašal. Nihče od zdravnikov, ki jih je obiskal ni znal pojasniti nenavadno in neozdravljivo "bolezen", predpisali pa so mu velike odmerke kalijevega bromida. V tem, zanj zelo težkem obdobju, ko je bil že prava telesna razvalina, mu je zelo pomagal njegov sodelavec in zelo dobri prijatelj Anton Szigeti, ki mu je svetoval vsakodnevno telesno vadbo (izboljšanje fizične kondicije) in mu pri tem tudi pomagal, saj sta vsakodnevno skupaj tekla, telovadila, se sprehajala. Opisano Teslovo stanje tako verjetno ni le naključno botrovalo še enemu njegovih največjih odkritij. Ravno na enem takšnih sprehodov s prijateljem Antonom, po glavnem mestnem parku v Budimpešti, imenovanem Varosliget, je Nikola Tesla dobil preblisk rešitve, ki je že dolgo časa bila globoko v ozadju njegovih možganov, a je še ni bil sposoben dokončno oblikovati. Medtem, ko je prijatelju recitiral različne stihe (v tistem času je znal na pamet cele knjige do besede natančno!) je sonce počasi pričelo zahajati, kar je Teslo navdihnilo k pripovedovanju verzov iz Goethejevega Fausta. Ko je izgovoril te besede navdiha, se mu je kot blisk strele utrnila zamisel in dolgo iskana resnica vrtilnega magnetnega polja (temeljni princip delovanja njegovega motorja za polifazne sisteme), na podlagi katerega je Tesla kasneje zasnoval svoje motorje in generatorje. S palico je prijatelju risal v pesek slike ideje, te slike pa so bile sedaj izjemno jasne, ostre in trde kot kamen ali kovina. Videl je motor, ki se je vrtel v obe smeri. Šest let kasneje (1888) je na svojem predavanju v ameriškem inštitutu elektro inženirjev predstavil načrte svojega motorja. Ob odkritju v Budimpešti je bil izredno vznemirjen in takrat je v parku izjavil: »Tisoč, po naključju odkritih skrivnosti narave, bi dal za tole eno in edino, ki sem ji jo pravkar iztrgal.« (povzeto po knjigi Aleksandra Milinkoviča, >Nikola Tesla, izumitelj za tretje tisočletje<)
Istega leta 1882 je Tesla odšel v Pariz, kjer je delal kot inženir za Edisonovo podjetje Continental Edison Company pri izboljševanju električne opreme. Tega leta je izumil svoj znameniti večfazni indukcijski elektromotor, ki ga je kasneje tudi izdelal. Že v Budimpešti je govoril strokovnjakom o novo izumljenem motorju, vendar ga ni nihče razumel. Začel je izdelovati tudi razne vrste naprav na podlagi vrtečega magnetnega polja, za katere je leta 1888 dobil patent. Ker je bila mati hudo bolna, je hitro zapustil Pariz in obiskal rodni Smiljan, Raduč, Tomingaj in Plitvice.

#### Združene države Amerike
Tesla je leta 1884 z zadnjimi prihranki prispel v ZDA. Imel je le priporočilno pismo svojega šefa Charlesa W. Batchelorja. V priporočilnem pismu Edisonu je Batchelor zapisal: »Poznam dva velika človeka, in vi ste eden od njiju; drugi je ta mladi mož.« Edison je najel Teslo za delo v svojem podjetju Edison Machine Works. Tesla je začel s preprostim elektrotehniškim delom, kmalu pa je začel reševati najtežje probleme podjetja. Tesli so ponudili celotno predelavo enosmernih generatorjev Edisonovega podjetja. Tesla je pripisoval izmeničnemu toku vse večji pomen in možnosti za razvoj v elektrotehniki, Edison pa se je zanimal le za enosmerni tok, za katerega je zgradil številne male elektrarne po New Yorku in drugih mestih.
Ker je Tesla opisal naravo dobička od svoje nove konstrukcije, mu je Edison ponudil 50.000 $, ko bodo dela uspešno končana. Tesla je delal skoraj eno leto in je Edisonovemu podjetju pridobil nekaj patentov, ki so nato nanesli neverjetni dobiček. Ko je Tesla prosil Edisona za obljubljeni denar, mu je Edison odgovoril: »Tesla, vi ne razumete našega ameriškega smisla za humor.« in ni držal svoje obljube. Edison ni hotel Tesli zvišati plače na 25 dolarjev tedensko, kar je pomenilo, da bi moral Tesla ob plači 18 $ na teden delati več kot 53 let, da bi zaslužil vsoto, ki mu jo je obljubil. Tesla je takoj zapustil Edisona. Morda se je s tem prenaglil, saj je zaradi tedaj nastale gospodarske krize v državi zavladala velika nezaposlenost in si je moral nekaj časa služiti sredstva za življenje s težkim kopaškim delom, in to celo za Edisonovo podjetje.
Edison ni nikoli več hotel slišati za Teslove izmenične večfazne sisteme. Kot dober poslovnež je Edison zaslužil s svojimi enosmernimi generatorji, ki so bili zelo dragi za gradnjo in vzdrževanje. Za oskrbovanje enega mestnega predela je bilo zaradi sorazmerno nizke napetosti in napetostnih padcev na vodnikih potrebnih več elektrarn na enosmerni tok, s Teslovim generatorjem na izmenični tok in transformacijo nizke napetosti na višjo napetost pa je bilo moč oskrbovati celotno mesto. Ko je uvidel učinkovitost Teslovih patentov, je Edison na več načinov hotel prepričati ljudi, da je ta vrsta toka nevarna. Hodil je po mestnih trgih in z izmeničnim tokom pobijal živali. Po njegovi zamisli so izdelali tudi prvi električni stol. Tesla se je v odgovor Edisonovega početja priključil v tokokrog z izmeničnim tokom, zažarel električno svetilko in tako izpodbil predsodke o škodljivosti izmeničnega toka.

### Srednja leta

#### Prvi patenti iz izmeničnega toka
V tem času je Tesla že postal znan po svojih sposobnostih in kmalu ga je leta 1885 sprejela skupina podjetnikov v podjetje za izdelavo električnih obločnic in za njihovo uvedbo v javno razsvetljavo. Tudi tukaj se je Tesla v najkrajšem času uveljavil. V času nekaj več kot pol leta je prijavil sedem patentov za izboljšane konstrukcije obločnic, od česar je imela nova družba velike dobičke. Vendar tudi novi Teslovi družabniki niso kazali zanimanja in razumevanja za njegov novi motor, in jih je leta 1886 zaradi tega zapustil.
Istega leta je ustanovil svoje podjetje Tesla Electric Light & Manufacturing. Prvotni ustanovitelji podjetja se niso strinjali s Teslo o njegovih načrtih za uvedbo motorja na izmenični tok in je na koncu ostal brez prihodkov. Razrešili so ga tudi dolžnosti. Med letoma 1886 in 1887 je Tesla za preživetje delal v New Yorku kot navadni delavec. Od srede oktobra 1887 do druge polovice leta 1888 je z neutrudnim delom prijavil devet glavnih patentov o svojem večfaznem sistemu z ustreznim motorjem, generatorji in transformatorji. Uspel je izdelati prvi elektromotor na izmenični tok brez ščetk. Sredi maja 1888 je pred Ameriškim inštitutom elektroinženirjev (American Institute of Electrical Engineers, danes IEEE) predaval o novem sistemu, motorju in drugih večfaznih strojih. Po tem predavanju in po drugih sporočilih je svet izvedel za Teslove izume. Istega leta je Tesla razvil načela svojega transformatorja. Westinghouse je odkupil vse Teslove patente v zvezi z novim elektromotorjem in sklenil z njim ugodno pogodbo za sodelovanje v laboratorijih tovarne Westinghouse Electric Corporation v Pittsburghu. Tesla tam ni ostal dolgo časa in se je kmalu vrnil v New York novim vrstam problemov naproti.

#### Raziskovanje rentgenskih žarkov
Aprila 1887 je Tesla začel raziskovati rentgenske žarke s svojo vakuumsko cevjo z enim kolenom, podobno cevi iz patenta #514.170. Naprava se je razlikovala od prvih rentgenskih cevi po tem, da ni imela ciljne elektrode. Sodobni izraz za pojav, ki nastaja v tej napravi, je zavorno sevanje (nemško Bremsstrahlung). Sedaj vemo, da je naprava oddajala elektrone iz ene elektrode v kombinaciji s poljskim in termoelektronskim sevanjem (Edison-Richardsonov pojav). Ko elektroni zapustijo elektrodo, jih odkloni močno električno polje ob elektrodi zaradi negativnih napetostnih nihanj iz nihajočega visokonapetostnega izvora Teslovega transformatorja, in ob trku s steklenim ovojem proizvajajo rentgenske žarke. Tesla je pri poskusih uporabljal tudi Geisslerjeve in Crookesove cevi. Do leta 1892 je že poznal novo vrsto žarkov, ki so dobili ime po Röntgenu. Röntgen je odkril novo vrsto valovanja leta 1895. O svojih poskusih je Tesla leta 1887 predaval pred Newyorško Akademijo znanosti (New York Academy of Sciences). Rentgenskih žarkov Tesla ni posebej imenoval in je posplošil pojav kot sevalno energijo (angleško radiant energy). Svojih odkritij ni javno objavil. Njegovi poskusi z rentgenskimi žarki so prebudili znanstveno srenjo zaradi biološke nevarnosti izpostavljenosti rentgenskim žarkom. Tesla je nepravilno pripisoval škodljivost rentgenskih žarkov na kožo ozonu in ne tedaj še neznanemu sevanju:
 »Kar se tiče bolečih učinkov na koži ... Opazil sem da jih niso pravilno tolmačili ... Vzrok ni v rentgenskih žarkih, ampak le v ozonu, ki nastane ob stiku s kožo. Odgovorna je tudi solitrna kislina, vendar v manjši meri.« —Electrical Review, 30. november 1895.
Kasneje se je njegov pomočnik v laboratoriju močno »opekel« z rentgenskimi žarki. Tesla je naredil več poskusov pred Röntgenovim odkritjem in je tudi slikal svojo roko. Svoje slike je kasneje poslal Röntgenu. Vendar rezultatov svojih poskusov ni objavil. Veliko njegovih raziskav je uničil požar na južni 5. aveniji, 13. marca 1895.
30. julija 1891 je Tesla dobil ameriško državljanstvo. Tega leta je ustanovil svoj laboratorij na Peti aveniji v New Yorku. Kasneje je zgradil laboratorij na 46. E. Houston Street. Enkrat je v tem laboratoriju z izbrano frekvenco proizvedel resonanco z več sosednjimi stavbami, razen s stavbo v kateri je bil njegov laboratorij. Dogodek so prijavili policiji. Ravno, ko je prišla osupla policija, je prekinil poskus z udarcem kladiva na stikalo. V tem času je tudi prižigal vakuumske cevi brezžično na različnih mestih po New Yorku in s tem pokazal na možnost brezžičnega prenosa energije. Tesla je imel več prijateljev. Med njimi je bil urednik ilustriranega mesečnika Century Magazine Robert Underwood Johnson, ki je priredil več Teslovih prevodov pesmi Jovana Jovanovića Zmaja. V tem času je na Teslo vplivalo tudi vedsko filozofsko učenje Svamija Vivekanande.

#### Mednarodna elektrotehniška razstava v Frankfurtu
Na Mednarodni elektrotehniški razstavi v Frankfurtu so leta 1891 prenašali električno energijo moči 300 KM (220 kW) od slapa Neckarja pri Lauffenu po trofaznem prostem vodu, dolgem 175 km, z napetostjo 15.000 V. Generatorska napetost ob slapu je bila 355 V, prostovodno napetost so pretvarjali na 100 V za uporabo na razstavi. Ta prvi daljši trifazni prenos se je dobro obnesel in so za njim v Nemčiji začeli pripravljati vedno večje projekte, z gradnjami elektrarn ob slapovih ali na premogovnikih, za preskrbo bližnjih in tudi vedno bolj oddaljenih industrijskih središč in mest z električno pogonsko močjo. Največjo pobudo za lauffenske naprave je dala poleg švicarske tovarne Oerlikon, nemška tovarna AEG, ustanovljena leta 1883, ki je izdelala tudi večino strojev. Te stroje je skonstruiral glavni inženir tovarne AEG Dolivo-Dobrovoljski. Dolivo-Dobrovoljski je proučeval dvofazne motorje, kakršne je gradil Tesla v začetku. Po Teslovih motorjih je Dolivo-Dobrovoljski zgradil generatorje in motorje za trifazni tok, ki jih je sicer Tesla predvidel v svoji patentni prijavi. Tovarna AEG se je obvarovala od zahtev Tesle, katerega niso vprašali za dovoljenje gradnje strojev po njegovih patentih, in je razglasila vse naprave zgrajene po »trifaznem sistemu Dolivo-Dobrovoljskega.« Nasploh so poskušali zamolčati Teslovo ime. Tesla sam ni nastopil proti kršitvi svojih patentnih pravic, pač pa je poskusilo to podjetje Helios v Kölnu, kateri je Tesla prodal svoje patentne pravice za Evropo. V sodbah so se pokazale nemške sodne oblasti za pristranske v prid nemške industrije.

#### Poplava raznih odkritij in izumov ter smrt Teslove matere
V tem času so mu priznali prve patente s področja večfaznih močnostnih sistemov. Nadaljeval je raziskovanje večfaznega sistema in načela vrtečega magnetnega polja. Med letoma 1892 in 1894 je bil podpredsednik Ameriškega inštituta elektroinženirjev (skupaj z Inštitutom radijskih inženirjev (IRE), predhodnikom IEEE).
3. februarja leta 1892 je imel Tesla predavanje z naslovom Poizkusi z visokonapetostnimi in visokofrekvenčnimi izmeničnimi tokovi v Inštitutu elektroinženirjev v Londonu, ter naslednji dan še v Kraljevem inštitutu Velike Britanije, prav tako v Londonu. Po Londonu je 19. februarja 1892 izvedel enako predavanje še v Parizu pred Fizikalnim združenjem Francije, na kar je prejel obvestilo o slabem zdravstvenem stanju svoje mame Đuke. Tesla je takoj odhitel domov v Gospič. Prišel je še pred njeno smrtjo 4. aprila. Umrla je na velikonočno nedeljo ob enih zjutraj in je bila pokopana istega dne, na pokopališču Jasikovac v rojstni vasi njenega moža, Divo selo na Hrvaškem. Njene besede ob njegovem prihodu so bile: »Prišel si Nidžo, moj ponos.« V času materine smrti je bil Tesla dve ulici stran od njihove hiše. Bil je popolnoma izčrpan od žalosti in dolgega bedenja. Medtem ko je obnemogel ležal, je mislil, da mu bo njegova mati, ki je bila sicer genialna ženska z močno razvito intuicijo, zagotovo dala kak znak. Tesla je mnogo let poskušal rešiti uganko smrti in je marljivo iskal sleherno znamenje duhovnega življenja. V tistem obdobju se je ukvarjal tudi s spiritizmom, o katerem je razpravljal tudi s svojim prijateljem in fizikom Crookesom. Ko je Tesla končno zaspal proti jutru, je videl, kako oblak nosi čudovito lepe angelske podobe, od katerih ga je ena gledala z ljubeznijo in polagoma privzemala obrise njegove matere. Pojav je počasi lebdel skozi sobo in izginil. Prebudil se je zaradi nenavadno ljubke pesmi, ki jo je prepevalo mnogo glasov. Tisti hip je bil tako trdno prepričan, da je njegova mati umrla, da se tega ne da opisati z besedami. Ta dogodek je Tesla podrobno opisal v knjigi Nikola Tesla, izumitelj za tretje tisočletje v poglavju Tesla o sebi - o smrti in nesmrtnosti. Tesla ga je opisal kot edino doživetje, ki se mu je vtisnilo v spomin, kot da gre za nekaj nadnaravnega. Nikoli kasneje ni imel razloga za spremembo svojega mišljenja o psihičnih in duhovnih pojavih, ki so brez kakršnekoli podlage. Vera vanje je naravna posledica intelektualne ravni. »Vsak posameznik čuti potrebo po veri v neko vrsto višje sile«, je zapisal Tesla. »Vsi moramo imeti nek ideal, ki uravnava naše vedenje in nas zadovoljuje, vendar ne materialen, ne glede na to, ali je vera, umetnost, znanost ali karkoli drugega, pomembno je le, da deluje kot nematerialna moč.« Po materini smrti je Tesla zbolel. Tri tedne je preživel v Gospiću in v materini rojstni vasi Tomingaj pri Gračacu.
Med letoma 1893 in 1895 je raziskoval visokofrekvenčne izmenične tokove. S pomočjo stožčastega transformatorja je proizvedel izmenični tok z napetostjo milijon voltov in raziskoval kožni pojav v prevodnikih.
Po izpopolnitvi večfaznih sistemov se je Tesla posvetil preučevanju učinkov pulzirajoče enosmerne visoke napetosti. Ukvarjal se je s sinhronizacijo električnih krogov in resonatorjev, izdelal je napravo, ki je povzročala spanec, brezžične svetilke z razredčenim plinom in uspešno je brezžično pošiljal elektromagnetno energijo. Podrobnosti in načela Teslovega brezžičnega prenosa energije so do danes ostala nerazjasnjena. Izdelal je prvi radijski oddajnik. V St. Louisu je leta 1893 prikazal prenos, podoben radijski komunikaciji. V predavanju na Franklinovem inštitutu v Filadelfiji in Narodni zvezi za električno razsvetljavo (NELA) je opisal in prikazal podrobnosti načela takega prenosa.

#### Zmaga ob Niagari
Komisija za izkoriščanje Niagarskih slapov je 6. maja 1893 sklenila, da bodo uporabili Teslov večfazni sistem. Komisijo so ustanovili že pred leti, vendar se ni mogla odločiti za nobenega od predloženih projektov, dokler ni nastopil Westinghouse s Teslovim sistemom, ki je ustrezal vsem zahtevam. Stvar pa ni potekala gladko. Edisonovi privrženci, ki jih je podpiral tudi lord William Kelvin, so se ogorčeno upirali uvedbi novega sistema ob Niagari. Prednosti Teslovega sistema so bile preveč očitne in tako jim ni uspelo. Že leta 1895 so v obrat postavili dva Teslova generatorja po 5000 KM (3677 kW), izdelana v tovarni Westinghouse. Do leta 1903 so postavili že 20 enakih generatorjev, ki so jih deloma dobavili iz tovarne General Electric Company. Tovarna si je pridobila licenco za Teslove stroje od tovarne Westinghouse. Majhne Edisonove enosmerne elektrarne so se morale umakniti novim napravam. Z zmogljivostjo strojev in drugih naprav sta zrasli tudi obe ameriški elektriški tovarni, ki Tesli dolgujeta ogromno denarja.

#### Svetovna razstava v Chicagu
Na svetovni razstavi Svetovna Kolumbova razstava v Chicagu leta 1893 je bila ena izmed tamkajšnjih razstaviščnih stavb v celoti posvečena elektrotehniškim dosežkom. Tu je imel Tesla svoj pavilijon, kjer je prikazoval poskuse s svojim visokofrekvenčnim transformatorjem. Prikazal je tudi neonske fluorescenčne svetilke in delovanje žarnice, ki je bila priključena le na en vodnik. Tesla in Westinghouse sta s svojim sistemom izmeničnega toka osvetljevala celotno razstavo. S pripravo, imenovano »Kolumbovo jajce«, je Tesla pokazal in pojasnil načela vrtečega magnetnega polja in indukcijskega motorja, kjer se je bakreno jajce vrtelo in stalo pokončno.

#### Vojna tokov
V poznih 1880-ih letih sta Tesla in Edison postala nasprotnika zaradi Edisonovega podpiranja enosmernega toka za distribucijo električne energije in zagovarjanja učinkovitejšega izmeničnega toka Tesle in Westinghousa. Vse dokler Tesla ni iznašel indukcijskega motorja, je prednost prenosa visokonapetostnega toka na velike razdalje kazila nezmožnost delovanja motorjev na izmenični tok. Kot posledica »vojne tokov« sta Edison in Westinghouse skoraj bankrotirala. Zato je Tesla leta 1897 razdrl pogodbo z Westinghousom in se odpovedal patentnim licencam. Tega leta je raziskoval delčno sevanje, kar je vodilo do osnovnih spoznanj o kozmičnih žarkih.
Pri 41. je Tesla pridobil prvi patent s področja radijske tehnike (#645.576). Leto kasneje je izdelal radijsko voden čoln in ga pokazal vojakom, saj je verjel da bo vojska hotela imeti stvari kot so radijsko vodeni torpedi. Razvil je »teorijo teleavtomatike«, vrsto robotike. Radijsko voden čoln je pokazal javnosti leta 1898 med elektrotehniško razstavo v Madison Square Gardnu. Te naprave so imele nov resonančni sprejemnik (koherer) in niz logičnih vrat. Radijsko vodenje na daljavo je bila novost do 60-ih 20. stoletja. Istega leta je Tesla izumil »električno prožilo«, oziroma svečko za bencinske motorje z notranjim zgorevanjem. Za ta mehanski vžigalni sistem je 18. avgusta 1898 pridobil patent #609.250, »Električni vžigalnik za plinske motorje« (»Electrical Igniter for Gas Engines«). Pred koncem 19. stoletja je živel v nekdanjem Hotelu Gerlach, ki so ga preimenovali v Stavbo radijskih valov (The Radio Wave building), na 49 zahodni 27. ulici (med Broadwayem in Šesto avenijo), v Spodnjem Manhattnu. Tu je delal poskuse z radijskimi valovi. V čast njegovemu delu so v stavbo leta 1977 vgradili spominsko ploščo.

#### Colorado Springs
Tesla se je leta 1899 odločil, da se bo preselil in začel raziskovati v Colorado Springsu v Koloradu, kjer bo imel prostor za svoje poskuse z visokimi napetostmi in frekvencami. Ob prihodu je povedal novinarjem, da bo opravljal poskuse z brezžično telegrafijo in da se je namenil pošiljati signale s Pikes Peaka v Pariz. V njegovem dnevniku so razlage njegovih poskusov v zvezi z ionosfero in zemeljskimi tokovi prek prečnega in vzdolžnega valovanja. V svojem laboratoriju je Tesla dokazal, da je Zemlja prevodnik in proizvajal umetne strele (z napetostmi milijon voltov in dolžinami do 43 m). Tesla je raziskal tudi elektriko ozračja in prek svojih sprejemnikov opazoval signale strel. Reprodukcije Teslovih sprejemnikov in krogov s kohererji kažejo nepredvidljivo stopnjo zapletenosti (porazdeljeni spiralni resonator z visokim faktorjem kvalitete, radijsko-frekvenčna povratna zanka, tokokrogi z grobimi pojavi interference radijskih valov in obnavljalne tehnike). Tesla je navedel, da je v tem času opazoval stoječe valovanje. V laboratoriju v Colorado Springsu je »sprejel« signale, za katere je verjel, da so radijski valovi nezemljanov. Njegovih napovedi in podatkov v zvezi s tem znanstvena srenja ni sprejela. Opozoril je na meritve ponavljajočih signalov s svojim sprejemnikom, ki so se zelo razlikovali od signalov neviht in zemeljskega šuma. Še posebej se je kasneje spominjal, da so se signali pojavljali v skupinah po en, dva, tri in štiri udarce skupaj. Kasneje je poskušal poslati signale na Mars. Corum in Corum sta leta 1996 objavila analizo signalov iz Jupitrovega plazemskega obroča, ki kaže, da je poleti 1899, ko je tam poskuse izvajal Tesla, obstajala povezava med njegovo marsovsko signalno napravo in zastojem signalov z Jupitra. Nekateri so domnevali, da je morda Tesla ujel signale s pulzarjev, kar bi bilo 68 let pred Hewishem, Bell Burnellovo in Ryleom.
Tesla je odšel iz Colorado Springsa 7. januarja 1900. Laboratorij so podrli in opremo zaradi dolgov prodali. S koloradskimi poskusi je bil Tesla pripravljen za svoj nov projekt, uvedbo naprave za brezžični prenos energije, ki je postala znana kot Wardenclyffski stolp. Za povečanje jakosti električnih nihanj je prejel patent #685.012. Klasifikacijski sistem Ameriškega patentnega urada (PTO) trenutno uvršča ta patent v osnovni razred 178/43 (»telegrafija/prostorska indukcija«), čeprav ga vsebujejo tudi drugi uporabni razredi kot je 505/825 (»naprave povezane z nizkotemperaturno superprevodnostjo«).

### Poznejša leta
V letu 1900 je začel načrtovati Svetovno radijsko postajo (Stolp Wardenclyffe) s 150.000 dolarji, od katerih jih je 51 % vložil Morgan. Junija 1902 je prestavil svoj laboratorij iz ulice Houston v Wardenclyffe. Stolp so med 1. svetovno vojno razstavili. Časopisi so tedaj poročali o stolpu kot o »Teslovi milijonski neumnosti.«
Ameriški patentni urad je leta 1904 preklical predhodno odločitev in dal patent za radio Marconiju. Tesla je začel boj za povrnitev patenta za radio. Ob svoji 50-letnici leta 1906 je prikazal svojo turbino brez lopatic moči 200 KM (150 kW) s 16.000 obrati na minuto. Med letoma 1910 in 1911 so v hidroelektrarni Waterside Power Station v New Yorku preskušali več Teslovih turbin z močmi od 100 do 5000 KM.
Marconi je leta 1909 prejel Nobelovo nagrado za fiziko za radio in skupaj z Braunom za doprinos k razvoju brezžične telegrafije, kar je bilo zelo nepravično do Tesle, ki je bil zaradi tega ogorčen. V letu 1915 sta se v časopisnih vesteh med kandidati za Nobelovo nagrado pojavila Tesla in Edison, kar je vodilo do znane sporne Nobelove nagrade.
Tesla je leta 1915 tožil Marconija in neuspešno zahteval sodno zaščito svojih pravic do radia. V tem času je zaradi velikih stroškov skoraj docela obubožal. Po Wardenclyffu je v West Sayvilleu na Long Islandu pomagal zgraditi 180 m radijski stolp brezžične postaje za nemško podjetje Telefunken. Podoben stolp so zgradili v Nauenu na Brandenburškem. Stolpa sta tedaj predstavljala edino brezžično povezavo med Severno Ameriko in Evropo. Kar je želel uresničiti z wardenclyffskim stolpom, je dosegel z inženirji Telefunkna. Sayvillski stolp so leta 1917 zasedli in porušili marinci, saj so domnevali, da bi ga lahko uporabljali nemški vohuni.
Pred 1. svetovno vojno je za svoje raziskave Tesla iskal vlagatelje prek oceana. Ko se je začela vojna, ni več dobival prihodkov od evropskih patentov. Po vojni je podal svoja predvidevanja o povojnih prilikah. V članku, objavljenem 20. decembra 1914, je izrazil svoje prepričanje, da Društvo narodov ni primerna ustanova za tedanji čas in tedanje probleme. V tem času je začel kazati znake obsesivno-kompulzivne motnje. Poleg že prisotnega strahu pred mikrobi je postal obseden s številom 3. Velikokrat je čutil, da mora pred vstopom v stavbo narediti trikratni obhod, pred obedi je zahteval trikrat zložene platnene prtiče ipd. Narave takšne vrste motenj tedaj niso dobro poznali in tudi ni bilo na voljo nobenih zdravil. Nekateri so imeli njegove simptome za delno blaznost, kar je vsekakor vplivalo na njegov ugled.
Tedaj je živel v Hotelu Waldorf-Astoria v najetem apartmaju in si zagotovil odložljiva plačila. Posel z wardenclyffskim stolpom in postajo je sčasoma predal Boldtu, lastniku Hotela Waldorf-Astoria, da je lahko plačal dolg 20.000 dolarjev. V času, ko je Boldt porušil wardenclyffski stolp za dobiček od zemljišča, je leta 1917 Tesla prejel od Ameriškega inštituta elektroinženirjev najvišje priznanje, Edisonovo medaljo.
Avgusta 1917 je Tesla postavil načela v zvezi s frekvenco in nivojem moči za prve preproste radarske naprave. Leta 1934 je Girardeau ob izdelavi prvih francoskih radarskih sistemov zapisal, da je vse gradil »po predstavah iz načel, ki jih je navedel Tesla«. V 20-ih letih 20. stoletja se je Tesla dogovarjal z vlado Združenega kraljestva o sistemu žarkov. Tesla je navedel tudi, da je delal na proizvodnji »smrtnih žarkov«. Verjetno je dogovarjanja prekinil odstop Chamberlainove vlade.
Ob Teslovi 75-letnici leta 1931 je tednik Time objavil njegovo fotografijo na naslovnici. Zapis na ovitku je poudaril njegov prispevek k proizvodnji električne energije. Tesla je leta 1928 prejel svoj zadnji patent za napravo za prevoz po zraku, ki je bilo prvo letalo za navpično vzletanje in pristajanje (VTOL). Letala VTOL po njegovih načrtih niso nikoli izdelali. Tesla je leta 1934 pisal jugoslovanskemu konzulu Jankoviću, kjer se je zahvalil Pupinu za zamisel, da bi ameriška podjetja prispevala denar za Teslovo pokojnino. Tesla je zavrnil pomoč. Sprejel je skromno pokojnino jugoslovanske vlade in naprej raziskoval in izvajal poskuse v mejah svojih zmožnosti.

#### Teorije polja
V 81. letu starosti je izjavil, da je izdelal dinamično teorijo gravitacije. Navedel je, da je izdelana do podrobnosti in da jo bo kmalu objavil. Teorije ni nikoli objavil. V času izjave o teoriji so znanstveniki menili, da je prekoračila meje razuma. Večina verjame, da Tesla ni nikoli v celoti razvil teorije poenotenega polja, in za razvoj fizike ni več pomembna.
Večji del teorije je razvil med letoma 1892 in 1894 v času poskusov z visokimi frekvencami, elektromagnetnimi polji z velikim potencialom in izdelave uporabnih naprav. Izdelavo teorije je zaključil proti koncu 1930. Teslova teorija pojasnjuje gravitacijo s pomočjo elektrodinamičnih načel, ki vsebujejo prečna valovanja (v manjši meri) in vzdolžna valovanja (večinoma). Bil je mnenja, da se elektromagnetno valovanje v praznem prostoru (brez prisotnosti delcev oziroma snovi) ne obnaša kot prečno, temveč kot vzdolžno valovanje, kar pa današnja fizika zavrača. O tem naj bi brez uspeha skušal prepričati tudi nemškega fizika Hertza, ki velja za odkritelja elektromagnetnega valovanja.
V zvezi z Machovim načelom je Tesla leta 1925 zapisal:
 »Nič ni oskrbljeno z življenjem - od človeka, ki si podjarmlja elemente, do najokretnejših bitij - v vsem tem svetu, ki se ne vihti po vrsti. Kadarkoli se iz sile pojavi učinek, čeprav je neskončno majhen, se poruši kozmično ravnovesje in kot posledica se pojavi splošno gibanje.«
Tesla je bil kritičen do Einsteinove teorije relativnosti in jo je imenoval:
 »...[a] sijajno matematično oblačilo, ki očara, osupne in oslepi ljudi za osnovne napake. Teorija je kot berač, oblečen v škrlatno barvo, ki ga imajo nevedni ljudje za kralja ..., njeni tolmači so odlični ljudje, vendar so metafiziki in ne znanstveniki ...«
O ukrivljenosti prostora je izjavil tudi:
 »Menim, da prostor ne more biti ukrivljen, zaradi preprostega razloga, ker ne more imeti lastnosti. Lahko tudi rečemo, da ima Bog lastnosti. Vendar jih nima in ima le tiste, ki smo mu jih mi pridali. O lastnostih lahko govorimo le pri snovi, ki izpolnjuje prostor. Reči, da ob prisotnosti velikih teles prostor postane ukrivljen, je enakovredno izjavi, da lahko nekaj deluje na nič. Zaradi tega zavračam takšno predstavo.«
Tesla je tudi verjel, da je mnogo tega, kar vsebuje Einsteinova teorija relativnosti, predlagal že Bošković in v neobjavljenem intervjuju izjavil:
 »... teorija relativnosti je, mimogrede, veliko starejša kot sedanja. Pred več kot 200 leti jo je razdelal moj sijajni rojak Ruđer Bošković, veliki filozof, ki je, ne da bi zavračal druge dolžnosti, napisal veliko izvrstnih spisov z različnih področij. Bošković je obravnaval relativnost in med drugim tudi tako imenovani prostorsko-časovni kontinuum ...«.
Teslo so povezali kot eno vodilnih osebnosti v zvezi s Filadelfijskim poskusom, ki naj bi izkoriščal dosežke teorij polja. Ker je imel projekt prehud mrtvi rok, naj bi ga Tesla predčasno zapustil. Nekateri kot razlog za njegov odhod navajajo tudi neetičnost teh raziskav.

#### Orožje z usmerjeno energijo
Tesla je trdil, da je raziskoval orožje z delovanjem na daljavo Tisk ga je imenoval »miroljubni žarek« ali smrtonosni žarek. Orožje vsebuje naslednje komponente in metode:
1. Naprava za proizvodnjo prikazane energije v prostem zraku namesto v visokem vakuumu kot v preteklosti. Po navedbah Tesle leta 1934 je bila naprava izdelana.
2. Mehanizem za pridobitev velikanske električne sile. Tudi ta mehanizem je po Tesli dosežen.
3. Postopki okrepitve in ojačitve sile, proizvedene po drugem mehanizmu.
4. Nov postopek za proizvodnjo velikanske električne odbojne sile. To bi bila naprava ali top, ki bi silo projiciral.

Tesla je raziskoval orožje z usmerjeno energijo od začetka 20. stoletja pa vse do svoje smrti. Leta 1937 je napisal članek Teorija projiciranja usmerjene nerazpršene energije skozi naravna sredstva (The Art of Projecting Concentrated Non-dispersive Energy through the Natural Media), ki je obravnaval žarke nabitih delcev. Tesla je objavil spis, da bi pojasnil tehnične podrobnosti »superorožja, ki bi končalo vojno«. To razpravo o delčnih žarkih v svoji arhivih hrani Muzej Nikole Tesle v Beogradu. Razprava opisuje na enem koncu odprto vakuumsko cev s pokrovom, ki dovoljuje, da lahko delci zapustijo cev, postopek nabitja delcev z milijon volti in postopek proizvodnje in usmeritve nerazpršenih delčnih žarkov prek elektrostatičnega odboja.
Njegovi zapiski kažejo, da orožje temelji na ozkih žarkih atomskih gruč tekočega živega srebra ali volframa, ki jih pospešuje visoka napetost, podobno kot pri njegovem ojačevalnem oddajniku. Tesla je o delovanju topa z žarki nabitih delcev zapisal:
 »[Lijak] bi pošiljal usmerjene žarke delcev skozi prosti zrak s tako veliko energijo, da bi uničil jato 10.000 sovražnih letal na razdalji 200 milj od meje naroda, ki se brani, in sovražno vojsko.«
Orožje bi lahko uporabili proti pehoti ali v protiletalske namene. Tesla je za napravo poskušal pridobiti zanimanje Vojnega ministrstva ZDA. Ta izum je ponudil tudi evropskim državam. Nobena vlada se ni odzvala ponudbi za izgradnjo naprave. Tako ni mogel uresničiti svojih načrtov.

#### Teoretični izumi
Tesla je začel raziskovati teoretična vprašanja o ukrivljanju, oziroma o spreminjanju prostora in časa s pomočjo električnih in magnetnih pojavov in o postopkih, s katerimi bi se lahko učinkovito nadzorovalo te pojave. Osnova za to je bila njegova poenotena teorija polja. Teslo je prevzela misel o svetlobi kot o vzajemni pojavnosti delcev in valovanja, ki jo je prevzela tudi kvantna fizika. To področje raziskav je vodilo do zamisli o stvarjenju »svetlobnega zidu« z medsebojnim vplivanjem elektromagnetnih valov v določenih vzorcih. Ta skrivnostni svetlobni zid bi omogočal poljubno spreminjanje prostora, časa, gravitacije in snovi. Nekateri so tudi mnenja, da je pri opisovanju orožja, ki bi lahko na razdalji 200 milj zrušilo jato 10.000 sovražnih letal, dejansko imel v mislih ravno uporabo tega svetlobnega zidu.
Teslovi predlogi so izgledali, kot da bi izhajali neposredno iz znanstvenofantastičnega sveta antigravitacijskih zračnih plovil, teleportacije in časovnega potovanja. Verjetno je bil najbolj čuden izum, ki ga je Tesla kdaj predlagal, naprava za »miselno fotografijo«. Razpravljal je o tem, da bi bilo moč električno sled nastale misli, ki tvori odgovarjajočo sliko v očesni mrežnici, prek živčnega prenosa prebrati in posneti s takšno napravo. Shranjene podatke bi bilo moč obdelati prek umetnega optičnega živca in jih predvajati kot vidne vzorce na zaslonu.
Drug Teslov teoretični izum je Teslova leteča naprava. Trdil je, da je bilo eno od njegovih življenjskih ciljev ustvariti zrakoplov, ki bi letel brez letalskega motorja, kril, krilc, letalskih vijakov ali goriva. Premišljal je o letečem plovilu, ki bi letelo z električnim motorjem, gnanim s postaj na površju. Predlagal je, da bi tak zrakoplov lahko deloval popolnoma mehansko. Njegov zrakoplov je imel tipično obliko cigare ali krožnika.

### Smrt in zapuščina
Tesla je umrl zaradi srčne kapi, sam, v apartmaju 3327 v 33. nadstropju Hotela New Yorker. Zadnje dni življenja je še delal, vendar je bil zelo slab in izčrpan. Pritoževal se je nad bolečinami v prsih. Zadnje dni sta ga obiskovala le nečak Sava Kosanović in pisatelj Louis Adamič.
Kasneje, leta 1943, je Vrhovno sodišče ZDA vrnilo Tesli pravico do patenta #645.576 in mu priznalo prvenstvo za izum radia.
Kmalu po Teslovi smrti je FBI zasegel vso njegovo zasebno lastnino in dokumente, čeprav je to kasneje večkrat zanikal. Govorilo se je tudi, da je trojica na čelu s Kosanovićem vlomila v Teslovo stanovanje. Obrambno ministrstvo je njegove stvari razglasilo za tajne.
Teslova družina in jugoslovansko veleposlaništvo sta se borili z ameriškimi oblastmi za vrnitev dokumentov in zasebne lastnine. Kosanoviću je uspelo priti do dela njegove lastnine. Danes jo hrani Muzej Nikole Tesle v Beogradu, ki so ga ustanovili 5. decembra 1952. Wardenclyffe, Teslov zadnji laboratorij, je prišel v last podjetja Agfa, ki ga je uporabljalo za proizvodnjo in zemljišče onesnažilo s kemikalijami, raziskovalci Teslove zapuščine so bili zaskrbljeni, da bo povsem uničen. Leta 2013 pa je navdušenec, stripar Matthew Inman, organiziral odmevno kampanjo množičnega financiranja za organizacijo Tesla Science Center, ki je s prispevki več deset tisoč posameznikov odkupila posestvo z namenom ustanoviti tematski muzej o izumitelju. Kasneje je bil pred laboratorijem postavljen Teslov kip, načrti za muzej pa so še v teku.
Teslov pepel je julija 1957 Kosanovićeva tajnica Šarlota Mjuzar prenesla v Beograd. Žaro so postavili v Muzej, kjer še danes stoji.

## Priznanja
Ameriška revija Life ga je uvrstila med 100 najpomembnejših ljudi v zadnjih 1.000 letih. V omenjeni reviji so ga označili za enega najdaljnovidnejših izumiteljev sodobne dobe. Njegovi prispevki na področju vrtljivih magnetnih polj in izmeničnega električnega toka so omogočili elektrifikacijo sveta.

### Nagrade
Teslo so imenovali v red Svetega Save 1. razreda. Ker je imel ameriško državljanstvo, ga ni prejel, pač pa je prejel red Svetega Save 2. razreda.

### Poimenovanja
Po njem se imenuje izpeljana enota za gostoto magnetnega polja tesla. Enoto so imenovali na 11. generalni konferenci za uteži in mere (Conférence Générale des Poids et Mesures) v Parizu med 11. in 20. oktobrom leta 1960. Imenovanje je sporočil na Teslovi spominski proslavi julija 1956 v Beogradu F. Dunsheath kot odposlanec mednarodnega komiteja za uteži in mere. Del udeležencev zasedanja je hotel preglasiti poimenovanje, tako da je le po daljši razpravi uspelo jugoslovanskemu zastopniku Francetu Avčinu skupaj z nekaterimi tujimi zastopniki doseči, da je imenovanje obstalo - z 18 glasovi za, 11 vzdržanim in enim proti.
Po njem se imenujeta tudi ameriška glasbena skupina trdega rocka Tesla in proizvajalec električnih avtomobilov Tesla Motors.